# Biophytum columbianum
Biophytum columbianum är en harsyreväxtart som beskrevs av Paul Erich Otto Wilhelm Knuth. Biophytum columbianum ingår i släktet Biophytum och familjen harsyreväxter. Inga underarter finns listade i Catalogue of Life.